# Albana (cràter)
Albana és un cràter sobre la superfície de (4) Vesta. Fa 90.86 km. de diàmetre; s'hi troba a les coordenades planetocèntriques de 85,74° latitud nord i 245,3° longitud est. El nom fa referència a una verge vestal romana i va ser aprovat per la UAI el 21 de novembre de 2012.